# محمد القيسي (شاعر)
محمد القيسي (1944 – 1 أغسطس 2003) شاعر فلسطيني، ولد في كفرعانة فلسطين، عمل في حقل الصحافة والمقاومة، وعضو جمعية الشعر. وله عدة مؤلفات.

## مؤلفاته
- راية في الريح- شعر- دمشق 1968.
- خماسية الموت والحياة- شعر- دار العودة بيروت 1971.
- رياح عز الدين القسام- مسرحية شعرية - بغداد 1974.
- الحداد يليق بحيفا - دار الآداب بيروت 1975.
- إناء لأزهار سارا، زعتر لأيتامها- شعر- دار ابن رشد بيروت 1979.
- اشتعالات عبد الله وأيامه- شعر- دار العودة بيروت 1981.
- أغاني المعمورة- شعر- عام 1982.
- أرخبيل المسرات الميتة - شعر- عمان 1982.
- كم يلزم من موت لنكون معاً- شعر- اتحاد الكتاب العرب دمشق 1983.
- الوقوف في جرش -مطولة شعرية- عمان 1983.
- منازل في الأفق -اتحاد الكتاب العرب- دمشق 1985.
- كل ما هنالك -دار العودة- بيروت 1986.
- الأعمال الشعرية 64_84 المؤسسة العربية للدراسات والنشر- بيروت 1987.
- عازف الشوارع -نصوص منتخبة- دار الكرمل عمان 1988.
- ثلاثية حمدة - الصادر عن المؤسسة العربية للدراسات والنشر 1997 في 354 صفحة.
- كتاب حمدة-المؤسسة العربية للدراسات والنشر- بيروت 1988.
- شتات الواحد-المؤسسة العربية للدراسات والنشر- بيروت 1989.

## وصلات خارجية
- محمد القيسي على موقع بوابة الشعراء